# Fergie
Stacy Ann "Fergie" Ferguson (Hacienda Heights, 27 de março de 1975) é uma cantora, compositora, atriz e empresária estadunidense. Ficou famosa por ser a voz feminina do grupo The Black Eyed Peas, quando entrou no grupo em 2003. Em 2006, lançou seu primeiro álbum solo, intitulado The Dutchess, que foi um sucesso, vendendo 12 milhões de cópias em todo o mundo, e emplacou 5 singles no top 5 na Billboard Hot 100, sendo três deles número um: "London Bridge", "Glamorous" e "Big Girls Don't Cry". Em 2017, Fergie lançou seu segundo álbum solo, Double Dutchess, que alcançou o topo do UK R&B Chart, recebendo certificado de platina pelo single de estreia. Fergie é oito vezes vencedora do Grammy Award, a maior premiação de música do mundo e possui um importante nome comercial, tendo sido representante de marcas de influência global, como: Pepsi, Chevrolet, Avon, C&A, HP e Motorola, da qual foi embaixadora.

## Biografia
Fergie nasceu em Hacienda Heights, Califórnia, sendo filha dos professores Theresa Ann Ferguson e Jon Patrick Ferguson (falecido em 2021), tem uma irmã três anos mais nova. Foi criada como católica e frequentou a Escola Secundária Mesa Robles e Glen A. Wilson High School. Na escola, Fergie foi uma líder de torcida, vencedora de campeonatos de soletração, e escoteira.

## Carreira

### 1984 - 2002: Televisão e Wild Orchid
Fergie começou a carreira fazendo dublagem de desenhos animados, dando voz a personagem Sally Brown do desenho Peanuts, durante a década de 1980. De 1984 a 1989, ela estrelou o programa do Disney Channel Kids Incorporated, por seis temporadas, sendo a integrante que permaneceu por mais tempo no elenco.
Fergie foi membro do trio feminino Wild Orchid; além dela, Stefanie Ridel e Renee Sandstrom (sua colega de elenco em Kids Incorporated) eram membros. Em 1992, as meninas começaram a se apresentar em eventos, mas só conseguiram um contrato de gravação com a RCA Records em 1994.
Seu primeiro single, "At Night I Pray", estreou no outono de 1996. Em março de 1997, o grupo lançou seu autointitulado álbum de estreia alcançou a posição 153 da Billboard 200. "Talk To Me" e "Supernatural" foram os dois seguintes singles lançados, e ambos entraram na Billboard Hot 100. O grupo recebeu o American Music Award de Artista Favorito de R&B/Soul, daquele ano. Em setembro de 1998, elas lançaram seu segundo álbum, Oxygen. O destaque do disco foi "Be Mine", e o álbum vendeu cerca de 200.000 cópias. De 16 junho à 28 agosto de 1999, elas abriram os shows da "Do You Believe? Tour" da cantora Cher, ao lado de Cyndi Lauper, que as levou a 52 cidades de todo os Estados Unidos. Depois de completar seu terceiro álbum Fire, e sua gravadora se recusar a lançá-lo, Fergie decidiu deixar o grupo em setembro de 2001, alegando problemas pessoais. Em uma entrevista a Mirror, em abril de 2007, Fergie admitiu que ela passou por uma onda de sexo e drogas, quando ela fez dezoito anos:
Eu tive experiências lésbicas no passado. Não vou dizer com quantos homens tive relações sexuais – mas eu sou uma pessoa muito sexual.— Fergie sobre seu passado para a Mirror.
Fergie desenvolveu um vício em metanfetamina, quando estava no Wild Orchid, o que aumentou depois que ela deixou o grupo em 2001. Em setembro de 2006, Fergie falou com a revista TIME, sobre sua experiência com a droga:
Foi o namoro mais difícil que tive que romper. Era uma droga viciante, e por isso, você começa a colocá-la em primeiro lugar, é interessante. Eu aprendi a controlar meus sentimentos.— Fergie para a revista TIME
Fergie afirmou em várias entrevistas que usou a hipnoterapia, para vencer seu vício em metanfetamina. Segundo um depoimento ao The Independent, foi depois da experiência com drogas, que Fergie adotou seu nome artístico: "O nome Fergie na verdade deriva do meu sobrenome escocês, Ferguson, e surgiu quando eu estava me recuperando de um vício em drogas, e senti que precisava de um novo começo. Simbolizou um retorno ao meu sonho de infância, ser artista".

### 2003 - 2005: Black Eyed Peas
Em 2003, o trio Black Eyed Peas estava gravando seu terceiro álbum de estúdio Elephunk, quando Will.i.am convidou Fergie para uma participação na faixa "Shut Up". Ela teve uma ligação imediata com o grupo, e foi convidada para gravar mais cinco faixas. Pouco antes do álbum ser lançado, o presidente da Interscope, Jimmy Lovine, ofereceu à Fergie um lugar permanente no grupo. De Elephunk, veio "Where is the Love?", que se tornou o primeiro grande hit do grupo, atingindo o número oito na Billboard Hot 100, e o topo das paradas em vários outros países. Posteriormente "Shut Up", foi lançada, se tornando o segundo single de maior sucesso da Europa em 2004. O terceiro single do álbum, "Hey Mama" ficou no top 10 em muitos países europeus, e chegou a número 23 nos Estados Unidos. Em 2004, o grupo embarcou em uma turnê mundial.
Seu próximo álbum, Monkey Business, foi lançado em junho de 2005, e estreou no número dois no Billboard 200. O primeiro single do álbum, "Don't Phunk With My Heart", alcançou o número três nos Estados Unidos, e lhes rendeu um Grammy de Melhor Performance Rap de Duo ou Grupo. "Don't Lie", o segundo single do álbum, alcançou o número quatorze na Hot 100. "My Humps", logo alcançou sucesso comercial nos Estados Unidos, atingindo o número 3 na Hot 100, e número 1 na Austrália. "Pump it" foi o quarto single do álbum e alcançou sucesso mundial, a canção também foi vinculada a comerciais da Best Buy em 2005, aos filmes Vovó... Zona 2, Carros, e a propaganda da Pepsi em 2006. No outono de 2005, o Black Eyed Peas saiu em turnê com a cantora Gwen Stefani. Em dezembro de 2005, eles embarcaram no "European Tour". Em março de 2006, o Black Eyed Peas pegou a estrada outra vez como destaque para o "Honda Civic Tour".

### 2006 - 2008: Carreira solo, The Dutchess
O primeiro álbum de Fergie, lançado em 19 de setembro de 2006, que foi intitulado The Dutchess. O nome do álbum foi uma homenagem a duquesa de York, Sarah Ferguson. Foi uma ideia do produtor executivo do álbum Will.i.am, pois ambas carregavam o mesmo sobrenome e o mesmo apelido.

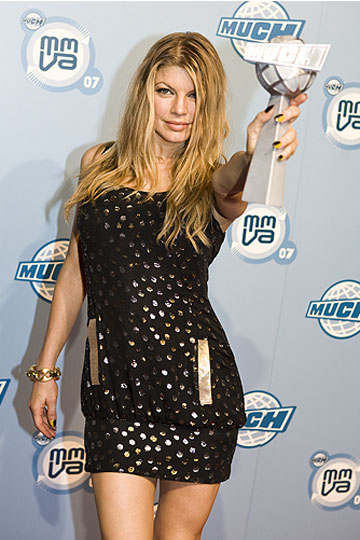
Fergie em premiação no Much Music Video Awards, 2007.

Fergie conseguiu cinco hits com The Dutchess, "London Bridge", "Glamorous" e "Big Girls Don't Cry" foram singles número um na Billboard Hot 100. "Fergalicious", chegou à segunda posição da parada. O quinto single do álbum foi "Clumsy", que foi oficialmente lançada em 25 de setembro de 2007, alcançando a quinta posição na Billboard Hot 100. A faixa "Pick It Up" foi lançada como single digital no Japão, devido ao fato desta estar presente em um relançamento especial de The Dutchess no país, intitulada The Dutchess +3. O último single do álbum foi "Finally", que foi lançado nos Estados Unidos e na Europa, não conseguindo muito sucesso, já que foi lançado apenas digitalmente e sem videoclipe. "Here I Come" seria lançado como single, mas este foi apenas lançado digitalmente na Austrália e obteve sucesso no país.
Fergie fez uma aparição no Wembley Stadium em 1 de Julho de 2007, apresentando-se com "Glamorous" e "Big Girls Don't Cry" em um show em homenagem à Princesa Diana, organizada por seus dois filhos, Príncipe William e Príncipe Harry. Em 18 de Novembro de 2007, Fergie venceu o prêmio "Artista Feminino Favorito" de Pop/Rock no American Music Awards. Além disso, "Big Girls Don't Cry" também rendeu à Fergie uma nomeação ao Grammy de "Best Female Pop Vocal Performance". Em dezembro de 2007, a revista Blender elegeu Fergie como a mulher do ano.
Durante o Idol Gives Back de 2008, Fergie também se apresentou em dueto com Ann Wilson da banda Heart. As duas apresentaram "Barracuda". Fergie lançou uma a versão deluxe do seu álbum em 27 de Maio de 2008. A edição traz 5 novas faixas: "Pick It Up", "Party People" com Nelly, um remix de "Clumsy com Soulja Boy", "Barracuda" da trilha sonora de Shrek Terceiro e "Labels or Love" da trilha sonora de Sex and the City, além de um pôster especial da cantora.
Fergie colaborou com a cantora japonesa Kumi Koda na canção "That Ain't Cool". "That Ain't Cool" está presente como single, no disco de Koda, MOON, lançado em 2008. Fergie colaborou com Slash, em seu álbum solo, intitulado "Slash and Friends". A cantora fez participações que revelaram seu lado Rock And Roll adquirido durante a adolescência.

### 2009 - 2012: Casamento e retorno do The Black Eyed Peas
Fergie e o ator Josh Duhamel se casaram em uma cerimônia católica em 10 de janeiro de 2009, depois de 5 anos de namoro. Fergie e Duhamel começaram a namorar em setembro de 2004 quando o Black Eyed Peas fez uma aparição especial na série de TV "Las Vegas". O Black Eyed Peas lançou "Boom Boom Pow" do álbum The E.N.D. em março de 2009, a música ficou no topo da Billboard Hot 100, Em seguida lançaram o segundo single do álbum, "I Gotta Feeling", que provou ser um sucesso ainda maior do que o primeiro, passando de número 2 para o primeiro lugar ultrapassando "Boom Boom Pow" em 11 de julho, e ficando lá por 14 semanas o maior tempo de uma canção no topo no ano. Os dois single ficaram no topo por 26 semanas consecutivas, de 18 de abril até 16 de outubro. "Meet Me Halfway" foi lançado como o terceiro single do álbum em setembro de 2009. O single estreou em número 1 no Reino Unido e na Australia. Ele também alcançou a sétima posição na Billboard Hot 100. Em outubro de 2009, Fergie comprou parte do National Football League's Miami Dolphins. "Imma Be" foi lançada como quarto single, alcançando o topo da Billboard Hot 100 por duas semanas. "Rock That Body" foi o quinto single, e alcançou a nona posição na Hot 100.
Fergie lançou a fragrância, Outspoken pela Avon em maio de 2010. Sua parceria com a marca global, rendeu à Fergie um contrato de cinco anos, com fragrâncias e produtos de tratamento capilar lançados ao redor do mundo.
O sexto álbum do Black Eyed Peas, The Beginning, foi lançado no dia 30 de novembro de 2010. O primeiro single, "The Time (Dirty Bit)", foi topo de várias paradas ao redor do mundo. O segundo single "Just Can't Get Enough", também foi topo de várias paradas no mundo. "Don't Stop the Party" foi o terceiro single do álbum. Em 3 de setembro de 2011, o grupo cantou em Minot, Dakota do Norte para ajudar as vítimas de uma inundação do rio Souris que danificou mais de 4.000 casas e desalojou mais de 12.000 pessoas. Em 2012, Fergie revelou que estava produzindo o sucessor de "The Dutchess".

### 2013 - 2018: Segundo álbum solo, Double Dutchess
Após uma pausa para o nascimento de seu filho em 2013, Fergie lança o primeiro single de seu novo álbum, em 29 de setembro de 2014, intitulado "L.A. Love (La La)", com uma performance no American Music Awards. O single alcançou a posição 29 na Billboard Hot 100, ganhando um certificado de platina. Ainda sem data de lançamento para o disco, Fergie confirmou em junho de 2015, que ela estava dando os toques finais no álbum, intitulado de "Double Dutchess".
Uma introdução de sua canção "Hungry (1st Byte)" foi lançado em 9 de junho de 2016 com um vídeo musical. Em 23 de junho, ela lançou o segundo teaser intitulado "Hungry (2nd Byte)", a música possui participação do rapper, Rick Ross e introduz o novo álbum. O single M.I.L.F. $, foi lançado em 1 de Julho de 2016, e chegou a posição 34 da Billboard Hot 100. Famosos como Ciara, Alessandra Ambrosio, Kim Kardashian West, Gemma Ward, Tara Lynn, Devon Aoki, Angela Lindvall, Isabeli Fontana, Amber Valletta e Natasha Poly, fizeram parte do videoclipe. Em novembro de 2016, foi lançado o single "Life Goes On". "You Already Know" com a participação de Nicki Minaj, foi o quarto single lançado em 25 de agosto de 2017. A faixa "A Little Work" foi lançada como o quinto single do álbum em 24 de outubro de 2017, e ganhou um curta metragem, contando com um depoimento de Fergie sobre sua experiência na depressão, superação e seu legado. Em 26 de novembro de 2017, Fergie se apresentou no Miss Universo 2017 com o single. Em 10 de novembro do mesmo ano, é lançado o sexto single oficial, Save It Til Morning. O single retrata os desafios existentes em relacionamentos amorosos, houve especulações por parte da mídia, de que Fergie inspirou-se em sua, então recente separação de Josh Duhamel. Além dos seis singles oficiais trabalhados, o álbum contou com videoclipes de mais 7 canções, como: "Tension"; "Enchanté (Carine)", que possui participação de seu filho, Axl Jack, e versos em francês; "Just Like You", filmada em Paris; "Love Is Blind"; "Love Is Pain" e o track comparado à London Bridge, filmado também em Londres, Inglaterra, "Like It Ain't Nuttin". 
O álbum foi lançado em 22 de setembro de 2017, com 13 faixas. Junto ao lançamento, Fergie fez uma première do álbum visual Double Dutchess: Seeing Double, nas salas de cinema nos Estados Unidos. A cantora afirmou à imprensa que se tratava de um presente aos fãs que acompanhavam sua trajetória. O álbum conseguiu destaque no UK R&B Chart, conquistou a 1º posição no Recorded Music NZ da Nova Zelândia, e alcançou o 1º lugar na lista dos álbuns no iTunes, na data de seu lançamento. O Double Dutchess recebeu críticas mistas de críticos de música segundo o Metacritic. Para a divulgação do disco, Fergie se apresentou em festivais nos Estados Unidos, Canadá, Portugal, Inglaterra, Alemanha, Japão, Brasil e Indonésia. Em fevereiro de 2019, houve o vazamento de quatro faixas inéditas no Youtube, as músicas teriam sido gravadas para o Double Dutchess, mas nunca chegaram a ser lançadas: Men All Pause, Dancin, Karnivore e Like Dat em colaboração com Iggy Azalea.
Em 18 de fevereiro de 2018, will.i.am confirmou a saída de Fergie do Black Eyed Peas.
Em 2022, "First Class", canção do rapper Jack Harlow, que estreou como número 1 na Billboard Hot 100, trouxe sample da música "Glamorous". Em 28 de agosto de 2022, Harlow e Fergie se apresentaram no MTV Video Music Awards com a canção. Harlow em algumas ocasiões, expressou a gratidão pela referência e importância de Fergie para a indústria musical.

## Vida pessoal
Fergie se relacionou com o ator Josh Duhamel por 13 anos, com o qual teve seu filho Axl Jack Duhamel, nascido em 29 de agosto de 2013. No mesmo ano, Fergie teve seu nome alterado judicialmente, passando a se chamar Fergie Duhamel. No dia 14 de setembro de 2017, o casal anunciou sua separação para revista People. Segundo o portal Variety, em janeiro de 2018, após a separação de bens, Josh ficou como co-proprietário da mansão onde mora Fergie e o filho do casal em Brentwood, LA. O casal adquiriu a casa de US$ 4,875 milhões em 2007, e hoje vivem uma relação amistosa, segundo Fergie. Em 2019, após a finalização do divórcio, Fergie entrou no tribunal para mudar seu nome legal de volta para o nome de batismo.
Fergie, em conjunto com o seu pai (John Patrick Ferguson, 1947 - 2021), foi co-proprietaria de um vinhedo em Santa Ynez Valley. Os vinhos sob a marca "Ferguson Crest" foram comercializados até 2022, quando após o falecimento de seu pai, a plataforma de vendas ficou inoperante, e um anúncio de venda da propriedade foi disponibilizado na internet. Fergie também foi proprietária da própria grife de calçados femininos, "Fergie Footwear", onde ganhou destaque como estilista e designer de moda entre 2006 e 2020. Sobre seu estilo de vida, Fergie relatou ao jornal britânico, The Independent: "Quando eu estava drogada, eu ficava acordada a noite toda e ficava depressiva, o que se refletia na minha aparência, que realmente não era uma prioridade, eu apenas favorecia roupas confortáveis. Hoje em dia, meu estilo é parte da maneira como eu expresso quem eu sou, o que faz dele uma parte fundamental da minha vida e carreira. Eu tirei um aprendizado do caos, e isso reflete minha nova vida, é parte de quem eu me tornei e não vou fugir disso".

## Discografia

The Dutchess, 2006.

A discografia de Fergie, como cantora solo, consiste em dois álbuns de estúdio e dois extended play. Seu álbum de estreia The Dutchess foi lançado em 13 de Setembro de 2006 pela A&M Records e Interscope Records.  O álbum teve 5 singles, "London Bridge", "Fergalicious", "Glamorous", "Big Girls Don't Cry", e "Clumsy", todos alcançando as cinco primeiras posições da Billboard Hot 100 e com três ("London Bridge", "Glamorous" e "Big Girls Don't Cry") chegando ao topo. Todas tiveram mais de 2 milhões de downloads nos EUA, um recorde até 2012, quando Katy Perry superou com seis canções do álbum Teenage Dream. The Dutchess já vendeu mais de 8 milhões de cópias pelo mundo, sendo mais de 3 milhões nos EUA e mais de 50 mil no Brasil. Derivado do álbum, Fergie lançou The Dutchess: Deluxe EP, que possuía mais 4 faixas em relação ao álbum original, sua colaboração com Nelly "Party People", um remix de "Clumsy", um cover de "Barracuda" gravado para a trilha sonora de Shrek Terceiro, e "Labels or Love" da trilha sonora de Sex and the City.
Em 2013, Fergie lança EP com remixes da música "A Little Party Never Killed Nobody", que foi parte da trilha sonora do filme The Great Gatsby. A canção teve uma participação de Q-Tip.

Double Dutchess, 2017.

Em 2014 lança o single de estreia do novo disco solo intitulado Double Dutchess, "L.A. Love (La La)", que rendeu a Fergie destaque no American Music Awards 2014 e alcançou a posição 29 na Billboard Hot 100 ganhando um certificado de platina. O disco foi trabalhado ao longo dos três anos seguintes até seu lançamento oficial em 22 de setembro de 2017, pelo selo próprio Dutchess e distribuição pela BMG. Foi precedido em 20 de setembro por um filme combinando videoclipes para as 13 canções do álbum, Double Dutchess: Seeing Double, lançado nas salas de cinema nos Estados Unidos. O disco contou com mais cinco singles, "M.I.L.F. $", "Life Goes On", "You Already Know", "A Little Work" e "Save It Till Morning". Não teve o mesmo sucesso de The Dutchess, mas alcançou o 1º lugar na lista dos álbuns mais procurados no iTunes na data de seu lançamento. A promoção do álbum fez Fergie participar dos principais festivais de música ao redor do planeta, como o Rock in Rio em Portugal e no Brasil; o festival natalino Jingle Ball no Canadá; e o festival de verão Mulia Rapture na ilha de Bali, Indonésia. Também cantou "A Little Work" no Miss Universo 2017, e fez o show no Réveillon 2019 do Atlantis Resort, na Paradise Island, Bahamas.
- The Dutchess (2006)
- Double Dutchess (2017)

## Turnês

### Verizon VIP Tour
Em 2007, Fergie, começou sua primeira turnê solo, "Verizon VIP Tour", para divulgar seu álbum de estúdio. A turnê passou  pelos Estados Unidos, América do Sul, festivais na Europa, além de apresentações em premiações ao redor do mundo, como na Austrália. No Brasil, o The Dutchess passou por São Paulo, em 13 de Março de 2008, em um show exclusivo, patrocinado pela multinacional Motorola. Devido à parceria de Fergie com a marca, que lançou ao mundo, o The Dutchess no celular MotoRokr U9, as 500 primeiras pessoas que comprassem o produto estilizado como "celular da Fergie", ganhariam um par de ingressos para o show, que contou com celebridades convidadas. Um show no Chile também foi realizado. Para a divulgação do The Dutchess, as faixas que receberam destaque nas apresentações foram: Big Girls Dont Cry, Fergalicious, London Bridge, Glamorous, Clumsy, Finally, Here I Come, All That I Got e o pop/rock, Barracuda.

### Double Dutchess Tour
Segunda turnê oficial da cantora, que marca o seu retorno como solista aos palcos e o lançamento do sucessor de The Dutchess. A turnê começou em Lisboa, Portugal (Rock in Rio) numa etapa dedicada apenas a festivais, depois na Alemanha  (N-Joy Starshow), Inglaterra (Wireless Festival) , Japão (Summer Sonic), Brasil (Rock in Rio), Canadá (iHeart Radio Jingle Ball), Bali (Mulia Rapture) e Bahamas (Atlantis Paradise Island). O nome da turnê nunca foi cogitado como oficial, porém o diretor criativo Bruno Ilgoti que trabalhou com ela no álbum, confirmou no Instagram o nome "Duble Dutchess Tour" em 2016. Outras datas seriam adicionadas logo após o lançamento do álbum. Fergie se apresentou com o Double Dutchess em países da América do Norte (EUA, Canadá), América do Sul (Brasil), Caribe (Bahamas), Ásia (Japão, Bali) e Europa (Portugal, Alemanha, Inglaterra). Durante as performances musicais, os singles do álbum que receberam destaque, foram: Hungry, M.I.L.F.$, You Already Know, Life Goes On, Save It Til Morning, A Little Work, L.A. Love, assim como uma performance do rock, Love Is Pain, como tributo ao astro pop/rock, Prince, além de trazer os singles de seu primeiro disco solo em arranjos modernizados.

### Shows solo
- Verizon VIP Tour (2007)
- Double Dutchess Tour (festivais entre 2016 e 2017)

### Shows de abertura
- FutureSex/LoveShow (2007)
- The Police Reunion Tour (2008)

## Filmografia
- Ver filmografia de Fergie.
- Ver discografia de Fergie no cinema e TV.

Referente à trabalhos notáveis, como atriz infantil, Fergie atuou no programa musical televisivo Kids Incorporated de 1984 à 1989, junto à Renee Sandstrom, que se tornou junto com ela membro do grupo Wild Orchid. A imagem de boa menina de Fergie naquele programa entra em contraste com a imagem "gueto-funk" que ela começou a cultivar posteriormente. Fergie interpretou a voz de Sally Brown em dois especiais de Charlie Brown: It's Flashbeagle, Charlie Brown (1984), e Snoopy's Getting Married, Charlie Brown (1985). Ela também fez a voz de Sally na versão de 1985 de The Charlie Brown and Snoopy Show. A imagem de Fergie foi muito requisitada como modelo infantil para representação e divulgação de produtos e marcas mundialmente conhecidas durante a década de 1980. Marcas como Volkswagen, The Flintstones e Barbie foram estampadas por Fergie nos Estados Unidos.
Em Julho de 2003, Fergie fez uma participação no especial da Rocket Power, Reggie's Big Beach Break, na Nickelodeon; ela fez a voz de uma estrela pop fictícia chamada Shaffika. Fergie voltou a atuar em 2006, aparecendo em Poseidon no papel de Gloria, a cantora de um navio transatlântico, que naufraga durante uma noite de réveillon. O filme foi produzido pela Warner Bros Pictures e arrecadou US$ 181.674.817 em bilheteria. Para a trilha sonora do longa, Fergie gravou duas canções, "Bailamos" com influência em salsa e "Won't Let You Fall", co-produzida por Will.I.Am. Segundo o portal MTV as gravações de Fergie para o longa foram realizadas em julho de 2005. Posteriormente, Fergie atuou no filme de terror e ação de 2007, Grindhouse - Planeta Terror, interpretando uma jovem, vítima de um ataque de zumbis. No filme musical Nine, lançado em dezembro de 2009, Fergie interpreta a mulher de programa Saraghina, que atormenta as memórias do cineasta protagonista do filme. Na trama, Saraghina e outras mulheres da vida do cineasta, servem de inspiração para o roteiro de seu novo projeto. Para a trilha sonora, Fergie gravou "Be Italian", e a canção "Quando, Quando, Quando", utilizada para divulgação comercial da marca Carolina Herrera em 2016. Em 2010 Fergie interpretou a voz de Jezebel na comédia Marmaduke. 
Entre 2006 e 2016, Fergie apresentou o especial de fim de ano "Dick Clark's New Year's Rockin' Eve", no canal americano ABC. Em janeiro de 2018, Fergie estreou como apresentadora no canal Fox, o reality show musical, The Four. O programa foi ao ar, em seis episódios, e se tornou o programa mais assistida da Fox em quase quatro anos, o que garantiu uma segunda temporada. Em setembro do mesmo ano, Fergie foi convidada pelo canal de TV a cabo, BET, para produzir o tema de abertura da décima temporada do programa "The Wendy Williams Show". Em relato ao portal Billboard, a apresentadora do programa, alegou: "Fergie tem sido uma amiga para o programa há anos, ela faz parte de nossa equipe. Sua música é algo que eu e a plateia podemos dançar todas as manhãs!"  A canção foi intitulada "Feel It".

### Cinema
| Ano  | Título                           | Papel                                                | Notas                                                                       |
| ---- | -------------------------------- | ---------------------------------------------------- | --------------------------------------------------------------------------- |
| 1986 | Monster in the closet            | Lúcia                                                |                                                                             |
| 1998 | Outside Ozona                    | Garota                                               |                                                                             |
| 2000 | The Gentleman Bandit             | Namorada do Zeke                                     |                                                                             |
| 2005 | Be Cool                          | Ela mesma                                            |                                                                             |
| 2006 | Poseidon                         | Glória                                               | Creditada sob seu nome de nascimento "Stacy Ferguson"                       |
| 2007 | Planet Terror                    | Tammy Visan                                          |                                                                             |
| 2008 | Immigrants                       | Christina Aguilera / Skinny Woman / Vozes Adicionais | Voz                                                                         |
| 2008 | Madagascar: Escape 2 África      | Namorada hipopótamo                                  | Voz                                                                         |
| 2009 | Arthur e a vingança de Maltazard | Replay                                               | Voz                                                                         |
| 2009 | Nine                             | Saraghina                                            | Nomeado — Screen Actors Guild Award de Melhor Atuação de Elenco em um Filme |
| 2010 | Marmaduke                        | Jezabel                                              | Voz                                                                         |
| 2011 | Steve Jobs: One Last Thing       | Ela mesma                                            | Documentário                                                                |
| 2017 | Double Dutchess: Seeing Double   | Fenix/Ela mesma                                      | Também como produtor executivo                                              |

### Televisão
| Ano       | Título                                  | Papel                                             | Notas |
| --------- | --------------------------------------- | ------------------------------------------------- | --- |
| 1984–1989 | Kids Incorporated                       | Stacy                                             | Papel principal (Temporada 1–6); 106 episódios                                                                                 |
| 1984      | It's Flashbeagle, Charlie Brown         | Sally Brown (papel de voz)                        | Especial de televisão |
| 1985      | O Casamento do Snoopy, Charlie Brown    | Sally Brown (papel de voz)                        | Especial de televisão |
| 1985–1986 | O Show do Charlie Brown e do Snoopy     | Sally Brown / Patty                               | Principais papéis de voz |
| 1986      | Mr. Belvedere                           | Bete                                              | "Dia dos Namorados" (2ª temporada; episódio 18)                                                                                |
| 1986      | Kids Incorporated: Rock in the New Year | Stacy                                             | Filme para televisão |
| 1994      | Married... with Children                | Ana                                               | "Nooner or Later" (temporada 8; episódio 21)                                                                                   |
| 1995      | California Dreams                       | Cristiane                                         | "Tiffani's Gold" (temporada 3; episódio 17)                                                                                    |
| 1998–2001 | Great Pretenders                        | Apresentadora                                     | Temporada 1–3 |
| 2003      | Rocket Power                            | Shaffika (papel de voz)                           | "Reggie's Big (Beach) Break" (temporada 3; episódio 16)                                                                        |
| 2004      | Las Vegas                               | Ela mesma (com o Black Eyed Peas)                 | "Montecito Lancers" (temporada 2; episódio 7)                                                                                  |
| 2006      | Instant Def                             | Ella Fitzpatrick (Tag) / Semente Ruim Ella        | Papel principal |
| 2007–2016 | Dick Clark's New Year's Rockin' Eve     | Apresentadora                                     | Segmentos de concertos de Hollywood                                                                                            |
| 2007      | Class of 3000                           | Sra. Claus (papel de voz)                         | "Especial de Natal da Classe de 3000" (2ª temporada; episódio 9)                                                               |
| 2009–2012 | The Cleveland Show                      | Jane / Sra. Richter / Vanessa                     | Voz; " Pilot " (temporada 1; episódio 1) "Buried Pleasure" (temporada 1; episódio 13) "Jesus Walks" (temporada 3; episódio 19) |
| 2011      | Avon Voices                             | Júri / Mentora                                    | |
| 2012      | Fanboy & Chum Chum                      | Copiar gatinho / animal de estimação do professor | "Super Chums" (temporada 2; episódio 25)                                                                                       |
| 2012      | Kick Buttowski: Suburban Daredevil      | Abril (papel de voz)                              | "Bromance" (temporada 2; episódio 16b)                                                                                         |
| 2013      | Fashion Police                          | Mentora convidada                                 | "12 de abril de 2013" (temporada 8; episódio 16) "11 de junho de 2013" (temporada 8; episódio 25)                              |
| 2018      | The Four: Battle for Stardom            | Apresentadora                                     | Temporada 1–2 |
| 2018      | The Launch                              | Mentora convidada                                 | "Soldado do Amor" (temporada 1; episódio 4)                                                                                    |
| 2018      | The Talk                                | Co-anfitrião convidado                            | temporada 8; episódio 186 |
| 2019      | Martha & Snoop's Potluck Dinner Party   | Ela mesma / Concorrente                           | Episódio: "Mãe de Todas as Batalhas"                                                                                           |